# Matt Serra
Matt Serra, właśc. Matthew John Serra (ur. 2 czerwca 1974 w East Meadow) – amerykański zawodnik mieszanych sztuk walki (MMA) w latach 1999-2010. Zwycięzca 4 sezonu reality-show The Ultimate Fighter z 2006 roku oraz były mistrz UFC w wadze półśredniej z 2007 roku.

## Kariera sportowa
Od młodości miał kontakt ze sportami walki, pierwszym z nich było kung-fu, a następnie zapasy. Mając 18 lat zapoznał się z bjj i zaczął je trenować. Jeszcze tego samego roku zdobył złoty medal na zawodach Pan-Amerykańskich w bjj oraz zajął 3. miejsce na Mistrzostwach Świata w Brazylii. W 2001 roku zdobył srebrny medal na prestiżowych zawodach ADCC w Abu Zabi.

## Mieszane sztuki walki
W MMA zadebiutował 1 kwietnia 1999 na lokalnej gali w Nowym Jorku, pokonując Chamzata Witajewa przed czasem. Serra na początku swojej kariery toczył walki bardzo rzadko, przez dwa lata stoczył tylko trzy pojedynki – wszystkie wygrane. W 2001 roku związał się z UFC. W debiucie przegrał z mającym w tamtym czasie prawie 30 zawodowych walk Shonim Carterem przez ciężki nokaut (uderzenie pięścią z obrotu z ang. spinning backfist). Mimo fatalnego początku w UFC, dostał kolejną szansę, 28 września 2001 pokonał Bahamczyka Yvesa Edwardsa na punkty. Następnie poddał Kelly'ego Dullanty'ego, 22 marca 2002 po czym otrzymał szansę wzięcia udziału w turnieju mającym wyłonić mistrza wagi lekkiej. Serra przegrał w pierwszym pojedynku z B.J. Pennem w 2002 roku i odpadł z rywalizacji o tytuł.
W 2006, wziął udział w reality show The Ultimate Fighter. Zwycięzca czwartej edycji miał otrzymać szansę stoczenia pojedynku o pas mistrzowski wagi półśredniej (do 77 kg). Serra ostatecznie wygrał TUF-a pokonując w finale Chrisa Lytle'a. 7 kwietnia 2007 zmierzył się z mistrzem wagi półśredniej, Kanadyjczykiem Georges'em St-Pierre'em. Serra nieoczekiwanie znokautował obrońcę tytułu już w 1. rundzie, zdobywając mistrzostwo. Tytuł stracił rok później. W rewanżowym starciu z St-Pierre'em uległ w swojej pierwszej obronie pasa pod koniec 2. rundy przez TKO.
Jest pierwszym zawodnikiem oraz jak dotąd jednym z czterech zwycięzców TUF-a, którzy zdobyli później mistrzostwo UFC. Poza Serrą taka sztuka udała się Rashadowi Evansowi, Forrestowi Griffinowi i Michaelowi Bispingowi.
Między 2009, a 2010 stoczył trzy pojedynki – wygrany z Frankiem Triggem oraz przegrane z Mattem Hughesem i rewanżowe z Lytlem.
Mimo iż od 2010 roku był zawodniczo nieaktywny, dopiero 24 maja 2013 ogłosił definitywne zakończenie kariery.
Aktualnie jest głównym trenerem w swoim klubie Serra-Longo Fight Team gdzie trenują m.in. mistrz UFC Chris Weidman i Al Iaquinta.

## Osiągnięcia
Mieszane sztuki walki:
- 2007-2008: Mistrz UFC w wadze półśredniej (do 77 kg)
- 2006: Zwycięzca 4 sezonu The Ultimate Fighter w wadze półśredniej

Brazylijskie jiu-jitsu:
- 2001: Mistrzostwa Świata ADCC w submission fightingu - 2. miejsce
- 2000: Mistrzostwa CBJJ w brazylijskim jiu-jitsu - 3. miejsce
- 1999: Mistrzostwa Panamerykańskie w brazylijskim jiu-jitsu - 1. miejsce